# 新巴贝夫主义
新巴贝夫主义是19世纪法国政治理论和行动中的一个革命社会主义流派。它起源于弗朗索瓦-诺埃尔·巴贝夫及其追随者的“平等派密谋”，在法国大革命末期他们曾试图推翻督政府。巴贝夫被处决后，他的激进雅各宾共和主义和经济集体主义纲领由曾参与“平等派密谋”并幸存下来的菲利普·邦纳罗蒂传播。邦纳罗蒂的著作《邦纳罗蒂的巴贝夫平等派密谋史》影响了1830年代和1840年代的许多法国革命者，其中包括泰奥多尔·德扎米、理查德·拉奥蒂埃、阿尔贝·拉蓬内赖和让-雅克·皮洛。新巴贝夫主义者代表了新雅各宾共和运动的极左翼，他们中的许多人参与了19世纪的革命事件，如1848年革命和巴黎公社，将法国大革命的空想社会主义和马克思主义联系在一起。